# قهوه‌خانه خران
قهوه‌خانه خران (به ترکی آذربایجانی: اِشَّک‌لَر قهوه‌سی) معروف به قهوه‌خانه حاج عباسعلی، قهوه‌خانه‌ای در سرای ایکی قاپی‌لی در راسته‌بازار تبریز بود که طنزگویان و بذله‌گویان تبریز در آن جمع شده و انواع طنز، جوک، بذله و شوخی‌ها را با موضوعات اجتماعی، فرهنگی، سیاسی و فلسفی در میان مشتریان قهوه‌خانه مطرح می‌کردند. این قهوه‌خانه نخست به نام دَبَه‌ْلر قهوه‌سی (Dəbəhlər) (قهوه‌خانه بی‌خیالان یا لوده‌ها) شهرت داشت؛ ولی بعدها که نشریه طنز توفیق سوژه حزب خران را درست کرد، این قهوه‌خانه هم به نام اِشَّک‌لَر قهوه‌سی مشهور شد.
در سال ۱۳۵۵ کارت مخصوصی همراه با آرم مخصوص و عکس صاحب کارت، برای هر یک از اعضای قهوه‌خانه چاپ شد. «ماشاالله رزمی»، در مقاله‌ای که در آن به قهوه‌خانه‌های تبریز پرداخته، دربارهٔ این قهوه‌خانه چنین نوشته است: «این قهوه‌خانه، جای هر کسی نبود و رفتن به آنجا مستلزم آن بود که تحمل هر توهین و حتی تحقیری را داشته باشد.» این قهوه‌خانه تا چند سال پس از انقلاب ۱۳۵۷ دایر بود که در نهایت از ادامه فعالیت آن جلوگیری به عمل آمد. با این حال، بعدها در گوشه و کنار شهر، قهوه‌خانه‌هایی به این نام شکل گرفته و بعد از مدتی از بین رفت.
با توجه به اینکه ارتباطات در آن دوره مثل دوره امروزی ما قوی و با سرعت انجام نمی گرفت. حتی آن ها در زمان اشغال آذربایجان توسط روس ها حتی قهوه خانه ای و محفلی تشکیل دادند در محله «ایکی قاپیلی» یا ایکی قالا به نام «ائششک لر قهوه سی» و خیلی ها هم فرض کرده بودند، کسانی که به این قهوه خانه می روند، افرادی بی شعور و لمپن هستند. در حالی که اقتضای زمان ایجاب کرده بود که آنها برای انتقال پیام خود به جامعه در کسوت چنین اسمی کار خود را انجام دهند. آنها سیاستمداران و افراد متفکری بودند که به دلیل اختناق حاکم در جامعه در این محفل از طریق طنز و ماجراهای طنز افکار و عقاید را در جامعه تبریز انتشار می دادند.

## پیشینه
اسفندیار قره‌باغی، فرزند «قلی خان سالار» (مشهور به ساری قلی خان)، که از طنزپردازان این قهوه‌خانه بود، در مورد پدرش و این قهوه‌خانه چنین گفته است:
«پدر من و دوستانش تفکرات روشنفکری خود را از طریق جملات طنز در جامعه نزج و نسخ می‌دادند. با توجه به اینکه ارتباطات در آن دوره مثل دوره امروزی ما قوی و با سرعت انجام نمی‌گرفت. حتی آن‌ها در زمان اشغال آذربایجان توسط روس‌ها حتی قهوه‌خانه‌ای و محفلی تشکیل دادند در محله «ایکی قاپیلی» یا ایکی قالا به نام «ائششک‌لر قهوه‌سی» و خیلی‌ها هم فرض کرده بودند، کسانی که به این قهوه‌خانه می‌روند، افرادی بی‌شعور و لمپن هستند. در حالی که اقتضای زمان ایجاب کرده بود که آنها برای انتقال پیام خود به جامعه در کسوت چنین اسمی کار خود را انجام دهند. آنها سیاستمداران و افراد متفکری بودند که به دلیل اختناق حاکم در جامعه در این محفل از طریق طنز و ماجراهای طنز افکار و عقاید را در جامعه تبریز انتشار می‌دادند. حتی پس از اتمام دوره اشغال و عقب‌نشینی روس‌ها باز این کار ادامه یافت و در نشریه توفیق صفحه‌ای اختصاص داده شد به حزبی به همین نام حزب خران که فکر می‌کنم حتی عضوگیری هم کردند.»

## حضور جلال آل احمد در کافه
در روزگاری که طنز و شوخی آذربایجان در ادبیات ایران جایی برای خود باز کرده بود، نویسندگانی چون جلال آل احمد، منوچهر هزارخانی، عمران صلاحی، صمد بهرنگی و غلامحسین ساعدی، گاهی به این قهوه‌خانه آمده با طنزگویان تبریز گپ می‌زدند و تبریزی‌های شوخ‌طبع نیز سر به سر آنها می‌گذاشتند.
بهروز دولت‌آبادی، در مورد سفر جلال آل احمد به تبریز در اردیبهشت ۱۳۴۶ و حضور وی در کافه خران، چنین نوشته است:
«بچه‌ها پیشنهاد کردند که به «قهوه‌خانه میتچی‌لار» برویم. جلال بی‌درنگ قبول کرد. بین راه از اوضاع و احوال قهوه‌خانه کلی برایش تعریف کردیم. دراین قهوه‌خانه همه نوع آدم، کارگر و تاجر و روشنفکر و با هر طرز تفکر جمع می‌شدند و با طنز تلخ و گزنده و نیش‌دار هیچ تازه واردی را بی نصیب نمی‌گذاشتند. شاید طنز زهرآلود طنازان این قهوه‌خانه واکنشی بود به اعمال رژیم گذشته که خود را زیاد جدی گرفته بود. با وارد شدن ما به قهوه خانه، اینک ما برایشان شکار خوبی بودیم...»
غلامحسین ساعدی سخنان تبریزی‌ها را به آل احمد ترجمه می‌کرد و او نیز از شوخی آن‌ها خنده‌اش می‌گرفت. جلال بارها گفته بود «از کلام طنز و شوخی قهوه‌خانه لذت می‌برم.» او می‌گفت: «اگر عمری باشد، این قهوه‌خانه را در کتابی معرفی خواهم کرد.» بدین ترتیب این قهوه‌خانه بر سر زبان‌ها افتاد و از همه نقاط کشور که راهی تبریز می‌شدند سراغ قهوه‌خانه بذله‌گویان را می‌گرفتند.
حدود شش ماه بعد، جلال آل احمد در سفر دوباره خود به تبریز، مجددا به این قهوه‌خانه رفت و این بار، وی درخواست قلیان کرد؛ اما خدمتکاران به شوخی قلیانی را آوردند که به جای تنباکو با تفاله چای پر شده بود؛ جلال چند پُک زد و دید دودی برنمی‌خیزد تا اینکه بالاخره متوجه حقه آن‌ها شد و همه را خنداند. این‌گونه شوخی‌ها بخشی از رسم قهوه‌خانه بود و خود مشتریان هم از آن لذت می‌بردند.

## طنزپردازان برجسته
از جمله مهم‌ترین طنزپردازان و بذله‌گویان این قهوه‌خانه می‌توان به اشخاص زیر اشاره کرد:
- میر محسن مستجاب‌الدعوه
- قلی خان سالار (مشهور به ساری قلی خان)[۶]